# 타워 오브 산드
타워 오브 산드는 모로코 마라케시에 제안된 마천루로 프로젝트가 완료되는 날짜는 2075년이다.